# باري باول
باري باول (بالإنجليزية: Barry Powell)‏ (29 يناير 1954 في المملكة المتحدة - ) هو مدرب كرة قدم ولاعب كرة قدم بريطاني في مركز الوسط. لعب مع ديربي كاونتي وسوانزي سيتي وكوفنتري سيتي ونادي بيرنلي ونادي جنوب الصين ووولفرهامبتون واندررز وبورتلاند تيمبرز ونادي تشيلتنهام تاون لكرة القدم ونادي بولوفا ‏.

## وصلات خارجية
- باري باول على موقع قاعدة بيانات كرة القدم.إي يو (الإنجليزية)